# 北利穆埃鲁
北利穆埃鲁（葡萄牙語：Limoeiro do Norte）是巴西塞阿拉州的一个市镇。总面积751.535平方公里，总人口52827人，人口密度70.3人/平方公里。